# Maurizio Guglielmo di Sassonia-Merseburg
Maurizio Guglielmo di Sassonia-Merseburg (Merseburg, 5 febbraio 1688 – Merseburg, 21 aprile 1731) fu duca di Sassonia-Merseburg dal 1694 al 1731.

## Biografia
Era il quinto figlio maschio del duca Cristiano II di Sassonia-Merseburg e di Erdmute Dorotea di Sassonia-Zeitz.
Suo padre morì il 20 ottobre 1694 lasciando erede del ducato di Sassonia-Mersenburg all'età di tredici anni suo fratello Cristiano Maurizio. Venne nominato come reggente Federico Augusto di Sassonia ma molto influente risultò anche sua madre Erdmute.
Cristiano Maurizio conservò il titolo per poche settimane morendo il 14 novembre 1694. Subentrò Maurizio che aveva sei anni. Venne nominata reggente sua madre che esercitò i poteri di governo fino alla maggiore età nel 1712. L'amministrazione del ducato era tuttavia esercitata sotto la supervisione di Federico Augusto.

## Matrimonio e figli
Sposò a Idstein il 4 novembre 1711 la principessa Enrichetta Carlotta di Nassau-Idstein che lo rese padre di una sola figlia morta subito dopo la nascita:
- Federica Ulrica (Merseburg, 23 giugno 1720).

Enrichetta in vent'anni di matrimonio non riuscì a dare alla luce altri figli cosicché il titolo ducale passò allo zio di Maurizio Enrico.

## Ascendenza
|                                                            |                                                         |                                                               | Genitori                                          |  |  | Nonni |  |  | Bisnonni                                         |  |  | Trisnonni                                      |  |
|                                                            |                                                         |                                                               |                                                   |  |  |       |  |  | 8. Johann Georg I, principe elettore di Sassonia |  |  | 16. Christian I, principe elettore di Sassonia |  |
|                                                            |                                                         |                                                               |                                                   |  |  |       |  |  | 8. Johann Georg I, principe elettore di Sassonia |  |  | 16. Christian I, principe elettore di Sassonia |  |
|                                                            |                                                         | 17. Sophie von Brandenburg                                    |                                                   |  |  |       |  |  | 8. Johann Georg I, principe elettore di Sassonia |  |  |                                                |  |
| 4. Christian I, duca di Sassonia-Merseburg                 |                                                         |                                                               |                                                   |  |  |       |  |  | 8. Johann Georg I, principe elettore di Sassonia |  |  |                                                |  |
|                                                            |                                                         | 9. Magdalena Sibylle von Preußen                              | 18. Albrecht Friedrich, duca di Prussia           |  |  |       |  |  |                                                  |  |  |                                                |  |
|                                                            |                                                         | 9. Magdalena Sibylle von Preußen                              | 18. Albrecht Friedrich, duca di Prussia           |  |  |       |  |  |                                                  |  |  |                                                |  |
|                                                            |                                                         | 9. Magdalena Sibylle von Preußen                              | 19. Marie Eleonore von Jülich-Kleve-Berg          |  |  |       |  |  |                                                  |  |  |                                                |  |
| 2. Christian II, duca di Sassonia-Merseburg                |                                                         | 9. Magdalena Sibylle von Preußen                              |                                                   |  |  |       |  |  |                                                  |  |  |                                                |  |
|                                                            |                                                         | 10. Philipp, duca di Schleswig-Holstein-Sonderburg-Glücksburg | 20. Johann, duca di Schleswig-Holstein-Sonderburg |  |  |       |  |  |                                                  |  |  |                                                |  |
|                                                            |                                                         | 10. Philipp, duca di Schleswig-Holstein-Sonderburg-Glücksburg | 20. Johann, duca di Schleswig-Holstein-Sonderburg |  |  |       |  |  |                                                  |  |  |                                                |  |
|                                                            |                                                         | 10. Philipp, duca di Schleswig-Holstein-Sonderburg-Glücksburg | 21. Elisabeth von Braunschweig-Grubenhagen        |  |  |       |  |  |                                                  |  |  |                                                |  |
| 5. Christiana von Schleswig-Holstein-Sonderburg-Glücksburg |                                                         | 10. Philipp, duca di Schleswig-Holstein-Sonderburg-Glücksburg |                                                   |  |  |       |  |  |                                                  |  |  |                                                |  |
|                                                            |                                                         | 11. Sophie Hedwig von Sachsen-Lauenburg                       | 22. Franz II, duca di Sassonia-Lauenburg          |  |  |       |  |  |                                                  |  |  |                                                |  |
|                                                            |                                                         | 11. Sophie Hedwig von Sachsen-Lauenburg                       | 22. Franz II, duca di Sassonia-Lauenburg          |  |  |       |  |  |                                                  |  |  |                                                |  |
|                                                            |                                                         | 11. Sophie Hedwig von Sachsen-Lauenburg                       | 23. Maria von Braunschweig-Wolfenbüttel           |  |  |       |  |  |                                                  |  |  |                                                |  |
| 1. Moritz Wilhelm, duca di Sassonia-Mersenburg             |                                                         | 11. Sophie Hedwig von Sachsen-Lauenburg                       |                                                   |  |  |       |  |  |                                                  |  |  |                                                |  |
|                                                            | 12. Johann Georg I, principe elettore di Sassonia (= 8) | 24. Christian I, principe elettore di Sassonia (= 16)         |                                                   |  |  |       |  |  |                                                  |  |  |                                                |  |
|                                                            | 12. Johann Georg I, principe elettore di Sassonia (= 8) | 24. Christian I, principe elettore di Sassonia (= 16)         |                                                   |  |  |       |  |  |                                                  |  |  |                                                |  |
|                                                            | 12. Johann Georg I, principe elettore di Sassonia (= 8) | 25. Sophie von Brandenburg (= 17)                             |                                                   |  |  |       |  |  |                                                  |  |  |                                                |  |
| 6. Moritz, duca di Sassonia-Zeitz                          | 12. Johann Georg I, principe elettore di Sassonia (= 8) |                                                               |                                                   |  |  |       |  |  |                                                  |  |  |                                                |  |
|                                                            |                                                         | 13. Magdalena Sibylle von Preußen (= 9)                       | 26. Albrecht Friedrich, duca di Prussia (= 18)    |  |  |       |  |  |                                                  |  |  |                                                |  |
|                                                            |                                                         | 13. Magdalena Sibylle von Preußen (= 9)                       | 26. Albrecht Friedrich, duca di Prussia (= 18)    |  |  |       |  |  |                                                  |  |  |                                                |  |
|                                                            |                                                         | 13. Magdalena Sibylle von Preußen (= 9)                       | 27. Marie Eleonore von Jülich-Kleve-Berg (= 19)   |  |  |       |  |  |                                                  |  |  |                                                |  |
| 3. Erdmuth Dorothea von Sachsen-Zeitz                      |                                                         | 13. Magdalena Sibylle von Preußen (= 9)                       |                                                   |  |  |       |  |  |                                                  |  |  |                                                |  |
|                                                            |                                                         | 14. Wilhelm, duca di Sassonia-Weimar                          | 28. Johann III, duca di Sassonia-Weimar-Altenburg |  |  |       |  |  |                                                  |  |  |                                                |  |
|                                                            |                                                         | 14. Wilhelm, duca di Sassonia-Weimar                          | 28. Johann III, duca di Sassonia-Weimar-Altenburg |  |  |       |  |  |                                                  |  |  |                                                |  |
|                                                            |                                                         | 14. Wilhelm, duca di Sassonia-Weimar                          | 29. Dorothea Maria von Anhalt                     |  |  |       |  |  |                                                  |  |  |                                                |  |
| 7. Dorothea Maria von Sachsen-Weimar                       |                                                         | 14. Wilhelm, duca di Sassonia-Weimar                          |                                                   |  |  |       |  |  |                                                  |  |  |                                                |  |
|                                                            |                                                         | 15. Eleonore Dorothea von Anhalt-Dessau                       | 30. Johann Georg I, principe di Anhalt-Dessau     |  |  |       |  |  |                                                  |  |  |                                                |  |
|                                                            |                                                         | 15. Eleonore Dorothea von Anhalt-Dessau                       | 30. Johann Georg I, principe di Anhalt-Dessau     |  |  |       |  |  |                                                  |  |  |                                                |  |
|                                                            |                                                         | 15. Eleonore Dorothea von Anhalt-Dessau                       | 31. Dorothea von Pfalz-Simmern                    |  |  |       |  |  |                                                  |  |  |                                                |  |
|                                                            |                                                         | 15. Eleonore Dorothea von Anhalt-Dessau                       |                                                   |  |  |       |  |  |                                                  |  |  |                                                |  |